# Si vis pacem, para bellum
Si vis pacem, para bellum é um provérbio em latim. Pode ser traduzido como "se quer paz, prepare-se para a guerra" (geralmente interpretado como querendo dizer paz através da força — uma sociedade forte sendo menos apta a ser atacada por inimigos). A frase é atribuída ao autor romano do quarto ou quinto século, Flávio Vegécio.

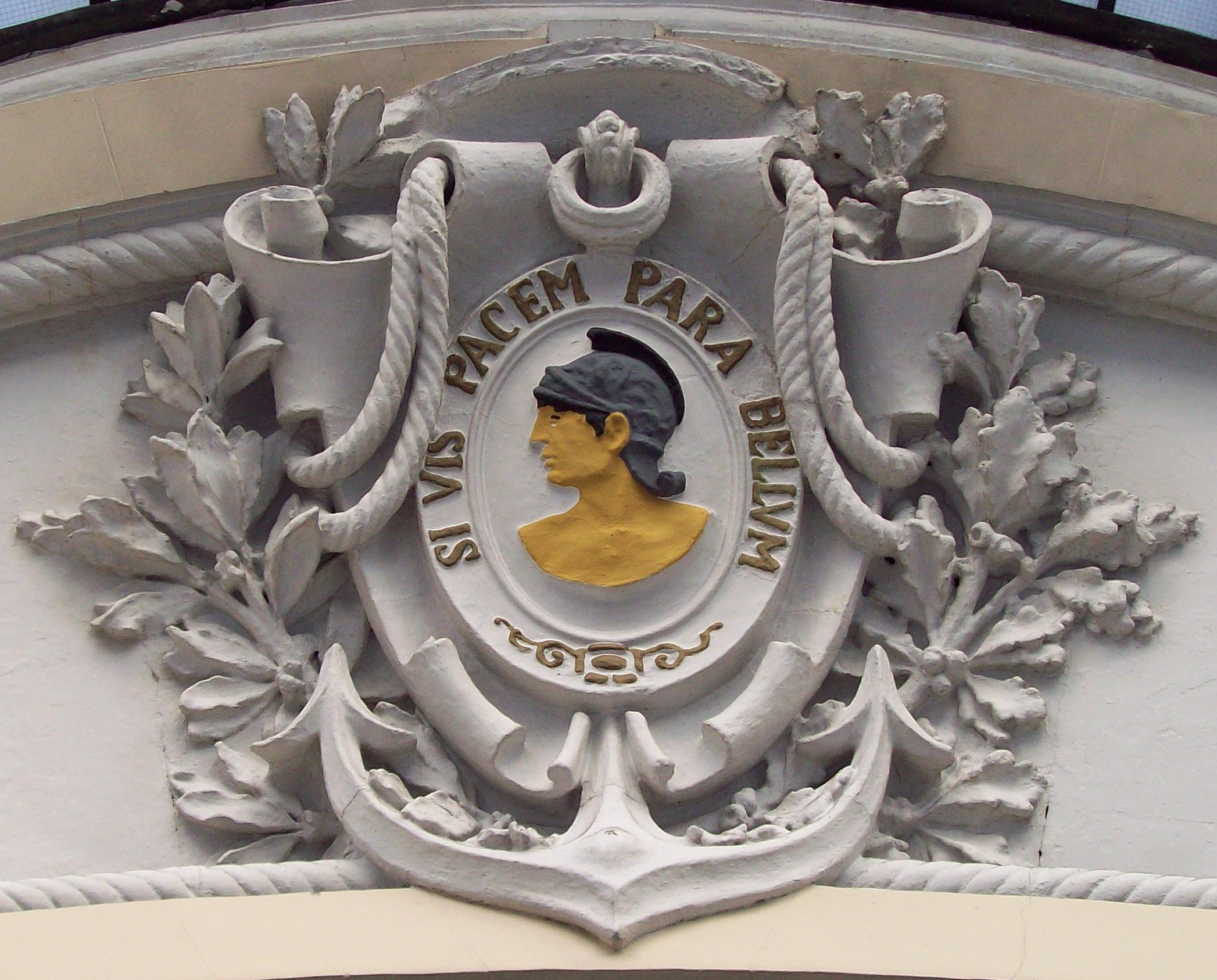
Si vis pacem, para bellum, inscrição na entrada do Centro Cultural do Exército de Madrid

Qualquer que seja a fonte, o provérbio se tornou um item de vocabulário que vive por si mesmo, utilizado na produção de ideias diferentes em vários idiomas. As palavras do próprio Vegécio nem sequer são reconhecidas por um grande número de escritores, que atribuem o ditado diretamente a ele.[carece de fontes?]
Esta frase também foi usada como mote pelo fabricante alemão de armas Deutsche Waffen und Munitionsfabriken (DWM) para designar a sua pistola, Parabellum.
A parte final da frase, "para bellum" serve de título para o filme John Wick: Chapter 3 – Parabellum, de 2019, o terceiro da tetralogia. O diretor da franquia, Chad Stahelski,mencionou em entrevista que é um grande fã de latim, e que como o personagem John Wick usa muitas línguas, ele declara guerra ao mundo inteiro: se você quer paz, prepare-se para a guerra.